# Вобаша (округ, Міннесота)
Шаблон:StateAbbr_ 44°17′ пн. ш. 92°14′ зх. д. / 44.28° пн. ш. 92.24° зх. д.
Округ  Вобаша (англ. Wabasha County) — округ (графство) у штаті  Міннесота, США. Заснованний 27 жовтня 1849 року. Ідентифікатор округу 27157.

## Історія
Округ утворений 1849 року.

## Демографія
За даними перепису 
2000 року 
загальне населення округу становило 21610 осіб, зокрема міського населення було 7563, а сільського — 14047.
Серед мешканців округу чоловіків було 10804, а жінок — 10806. В окрузі було 8277 домогосподарств, 5878 родин, які мешкали в 9066 будинках.
Середній розмір родини становив 3,07.
Віковий розподіл населення поданий у таблиці:
| Стать    | До 15 років | 15-21 | 22-29 | 30-39 | 40-49 | 50-65 | 65-85 | Понад 85 |
| -------- | ----------- | ----- | ----- | ----- | ----- | ----- | ----- | -------- |
| Чоловіки | 2388        | 1167  | 818   | 1526  | 1705  | 1753  | 1304  | 143      |
| Жінки    | 2283        | 1001  | 831   | 1522  | 1595  | 1788  | 1459  | 327      |

## Суміжні округи
- Пепін, Вісконсин — північний схід
- Баффало, Вісконсин — схід
- Вінона — південний схід
- Олмстед — південь
- Гудг'ю — захід, північний захід

## Виноски
1. ↑  US Decennial Census. US Census Bureau. Архів оригіналу за 19 липня 2018. Процитовано 25 жовтня 2014.
2. ↑  Historical Census Browser. University of Virginia Library. Архів оригіналу за 11 серпня 2012. Процитовано 25 жовтня 2014.
3. ↑  Population of Counties by Decennial Census: 1900 to 1990. US Census Bureau. Архів оригіналу за 4 серпня 2014. Процитовано 25 жовтня 2014.
4. ↑  Census 2000 PHC-T-4. Ranking Tables for Counties: 1990 and 2000 (PDF). US Census Bureau. Архів оригіналу (PDF) за 18 грудня 2014. Процитовано 25 жовтня 2014.
5. ↑  State & County QuickFacts. Бюро перепису населення США. Архів оригіналу за 19 вересня 2013. Процитовано 1 вересня 2013.(англ.) Наведено за англійською вікіпедією.
6. ↑  American FactFinder. Бюро перепису населення США. Архів оригіналу за 26 лютого 2012. Процитовано 31 січня 2008.

| США | Це незавершена стаття з географії США. Ви можете допомогти проєкту, виправивши або дописавши її. |